# Скарб з Карамболо

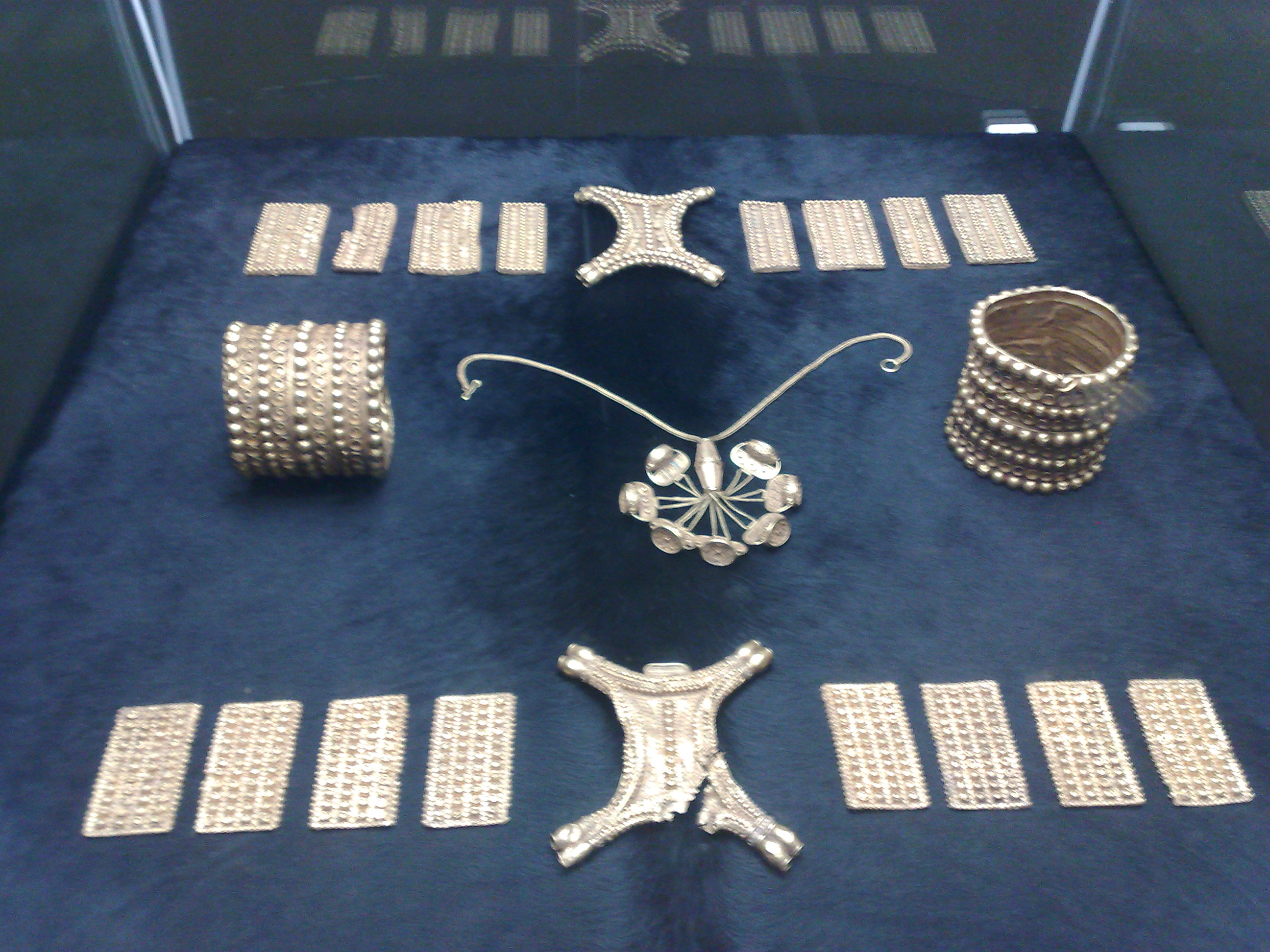
Світлина оригінальних предметів скарбу

Скарби з Карамболо —  зібрання  золотих та  керамічних виробів, створених ремісниками Тартессійської культури, виявлене в горах Карамболо, муніципалітет Камас, за три кілометри від  Севільї, поблизу шосе, що розділяє райони Уельва і Мерида.
Скарб із Карамболо включає 21 золотий виріб тонкої роботи. Археологи вважають, що він був заритий у VI столітті до н. е., хоча зазначається, що більшість з прикрас були зроблені двома століттями раніше. Це підтверджено проведеним елементним аналізом виробів за допомогою мас-спектрометрії, а також ізотопним аналізом. 

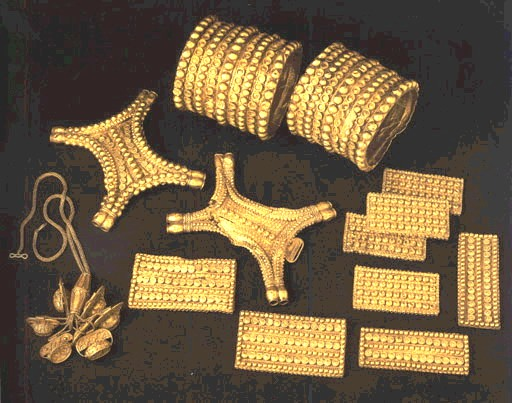
Копія виробів з Карамбольського скарбу
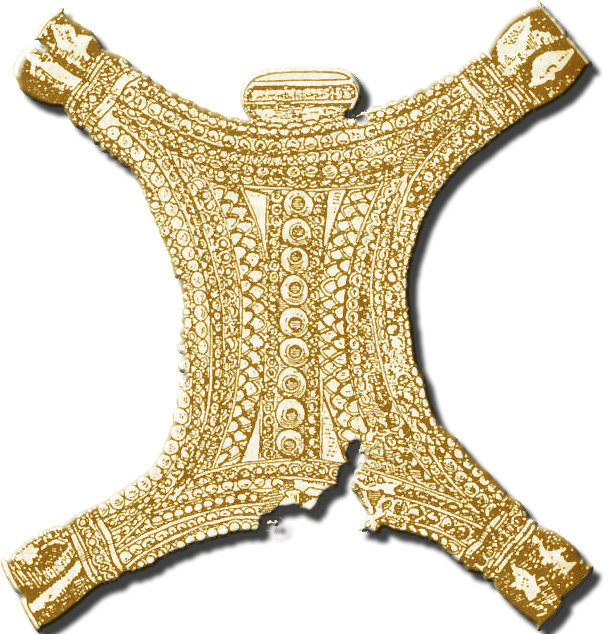
Пектораль
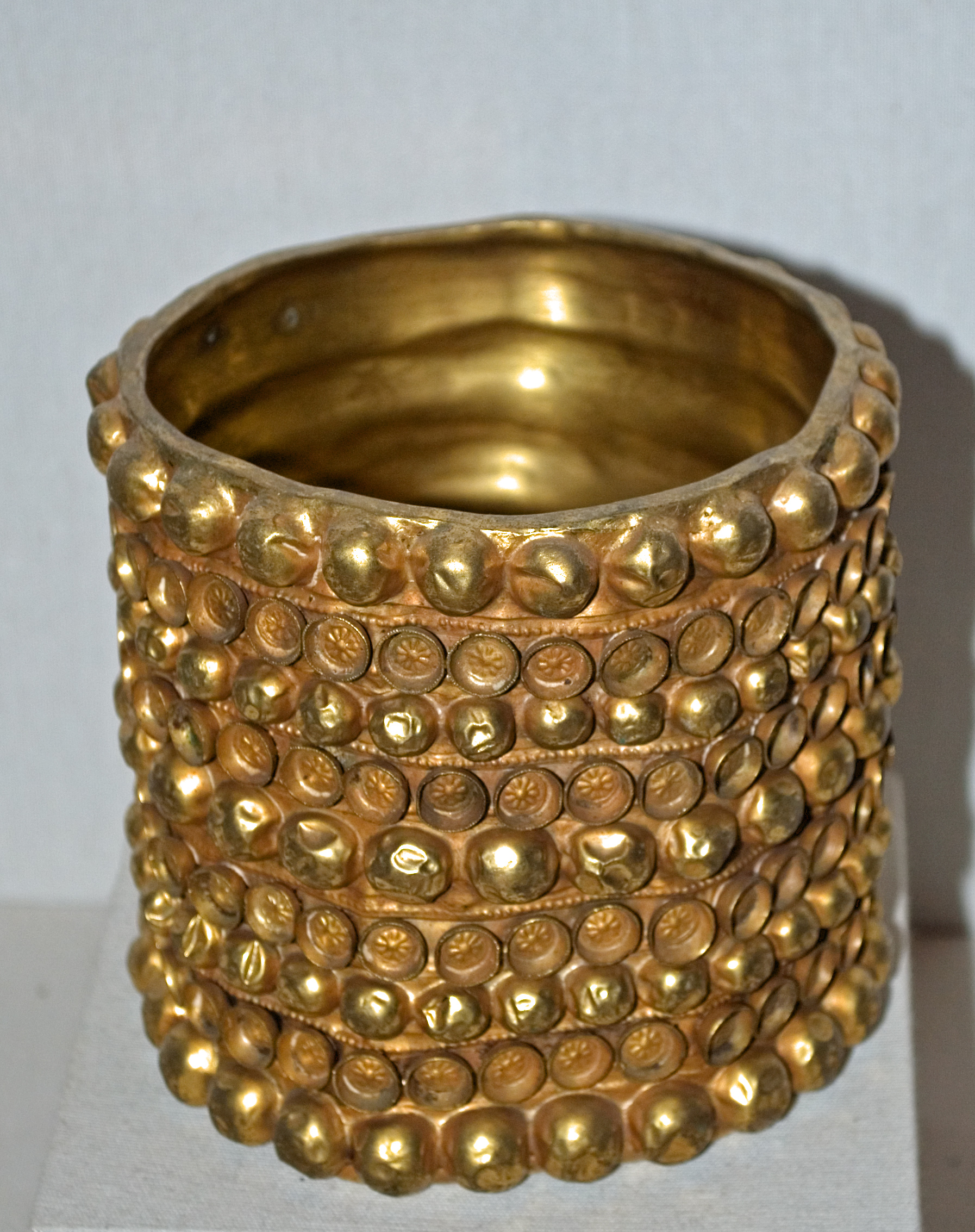
Браслет
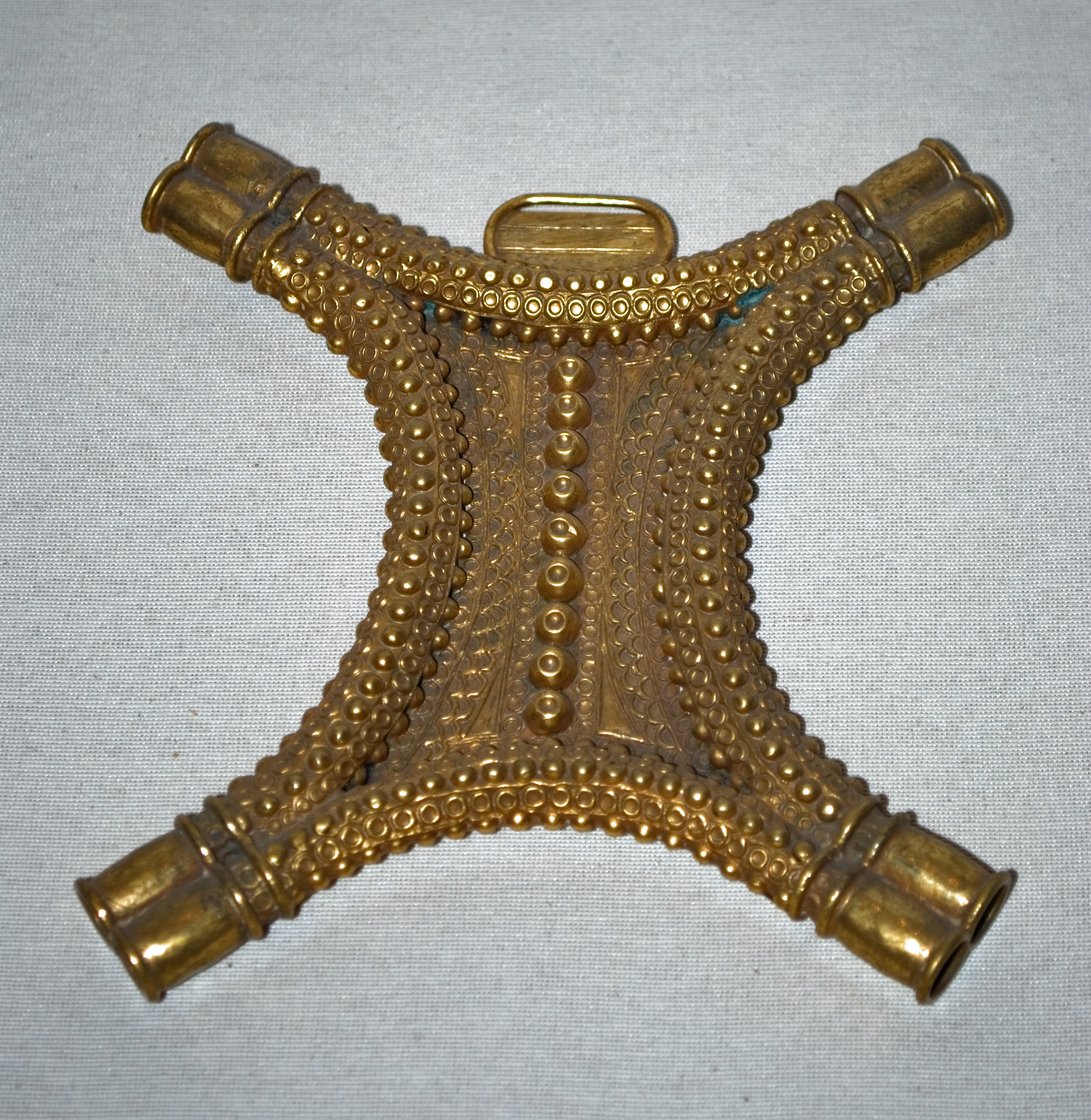
Пектораль
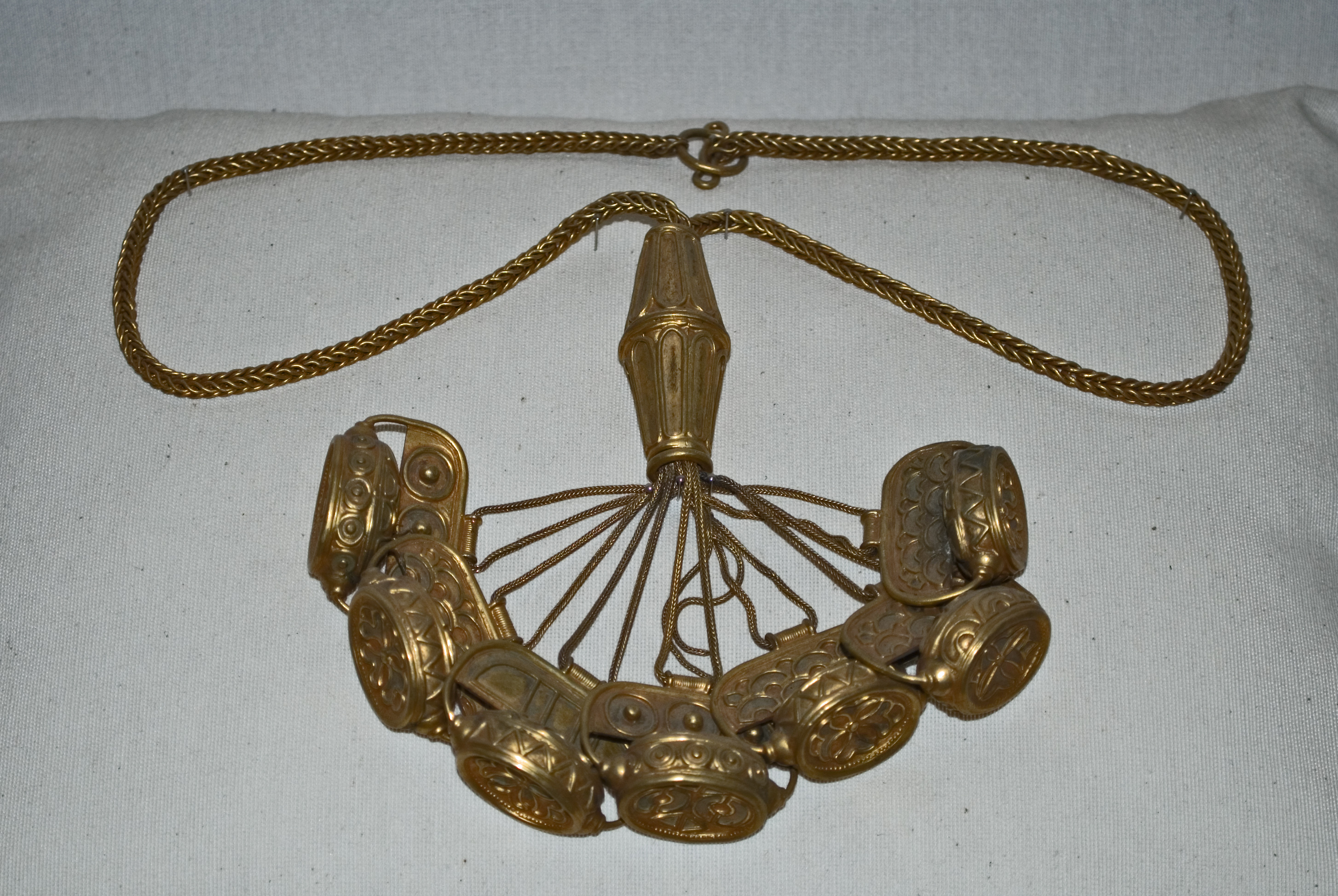
Прикраса, яку носили на шиї